# Minarett (Lednice)

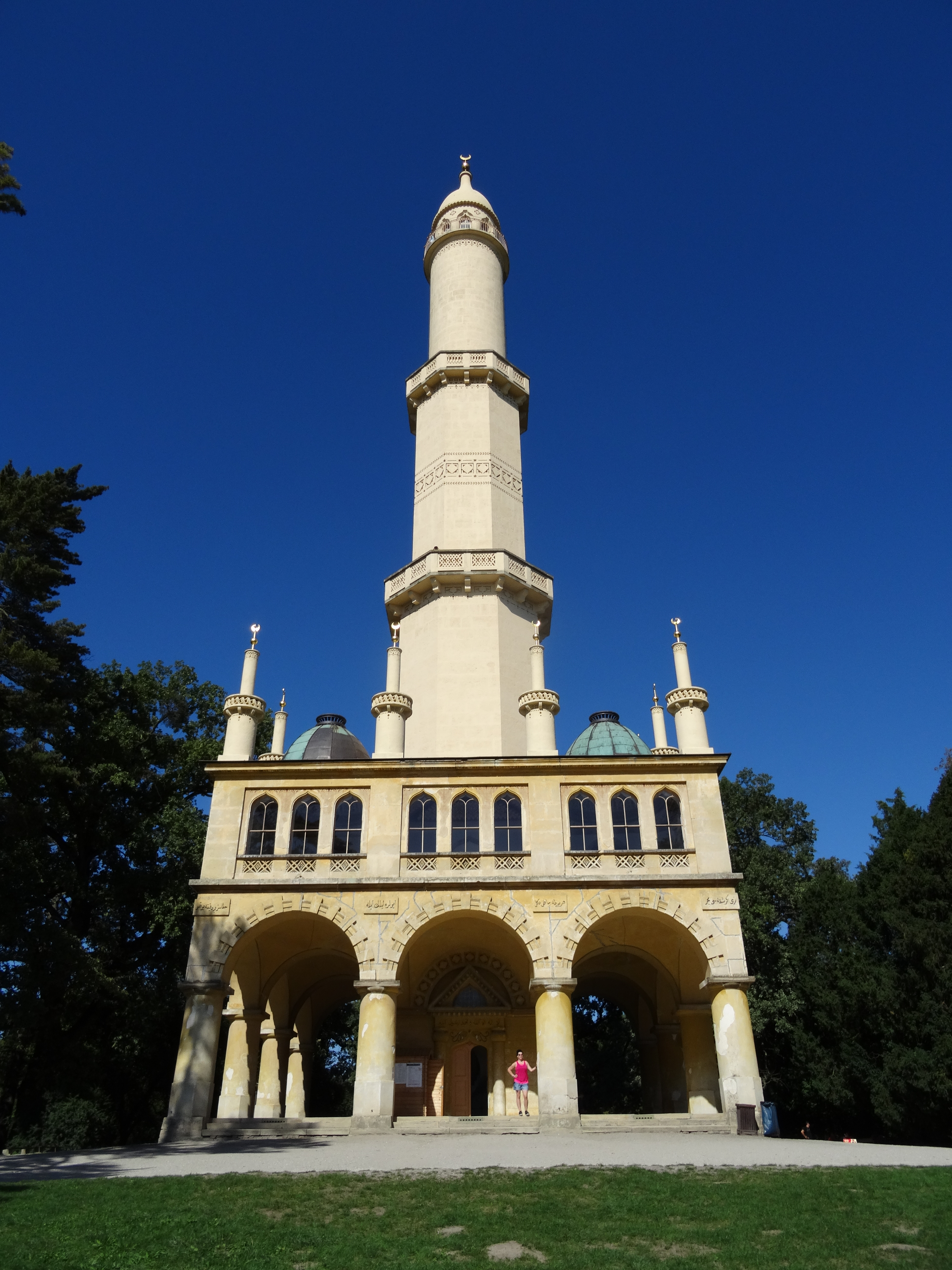
Minarett im Schlosspark von Lednice, Tschechische Republik

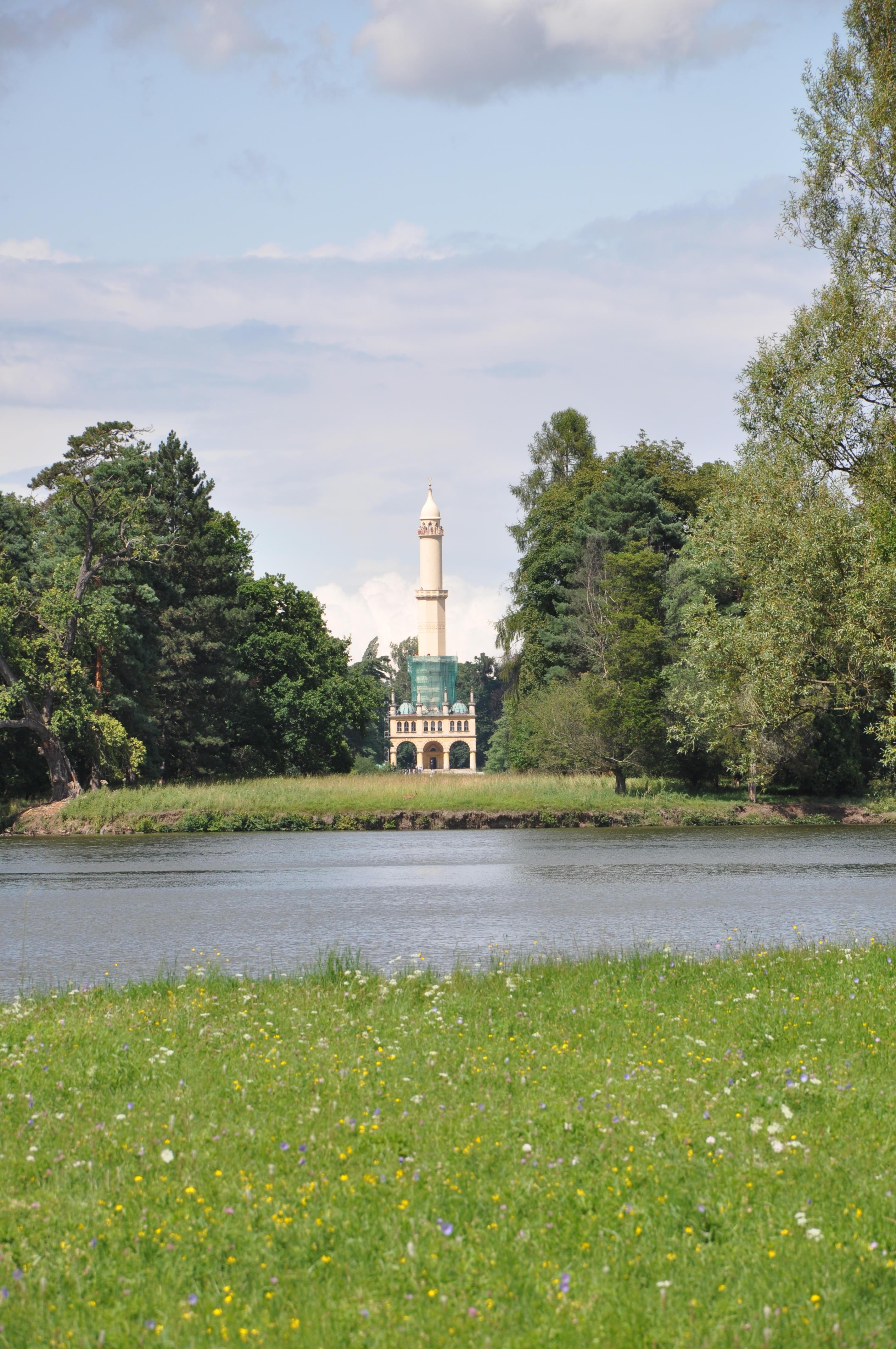
Blickachse vom Schlossteich auf das Minarett

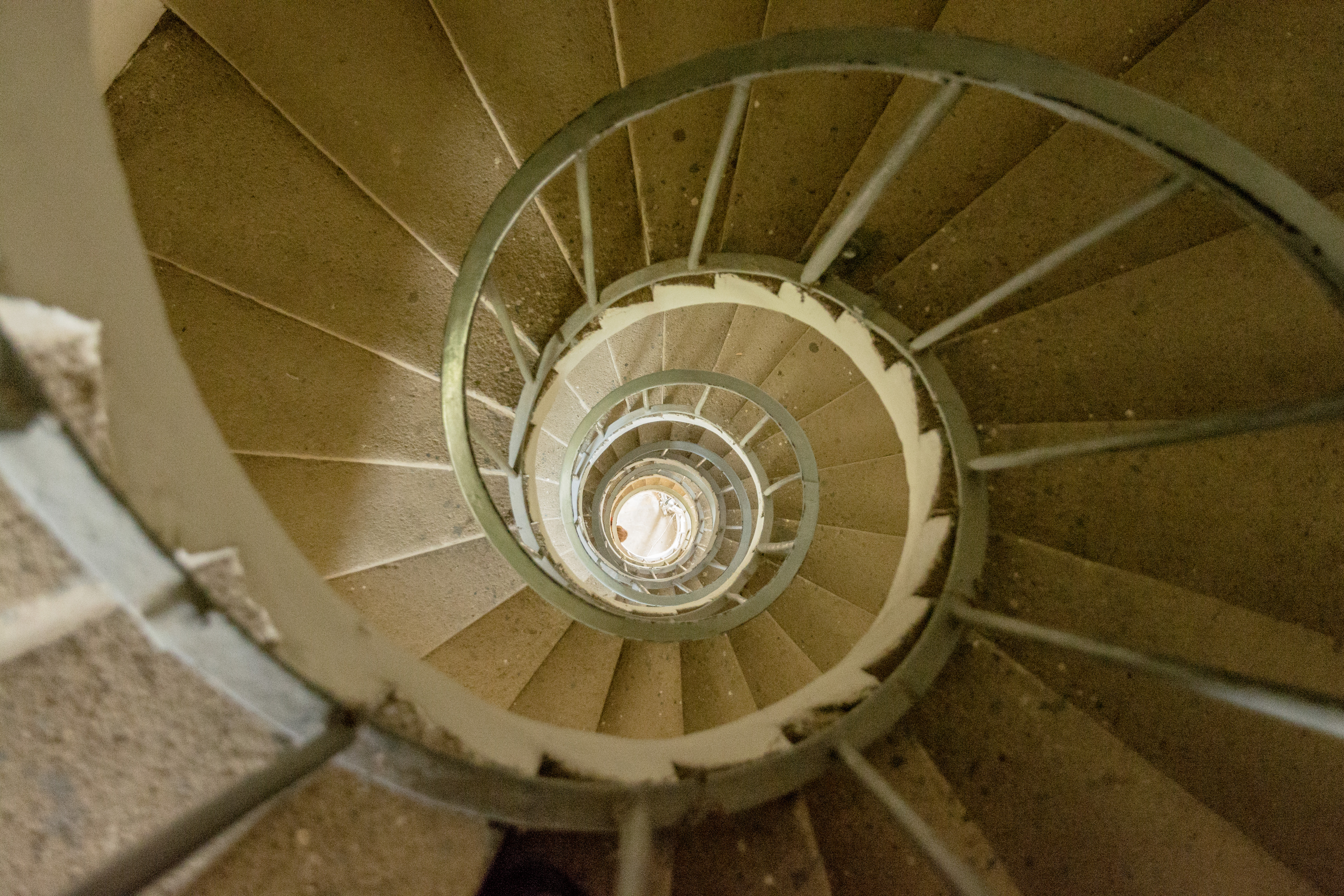
Zentrale Treppe

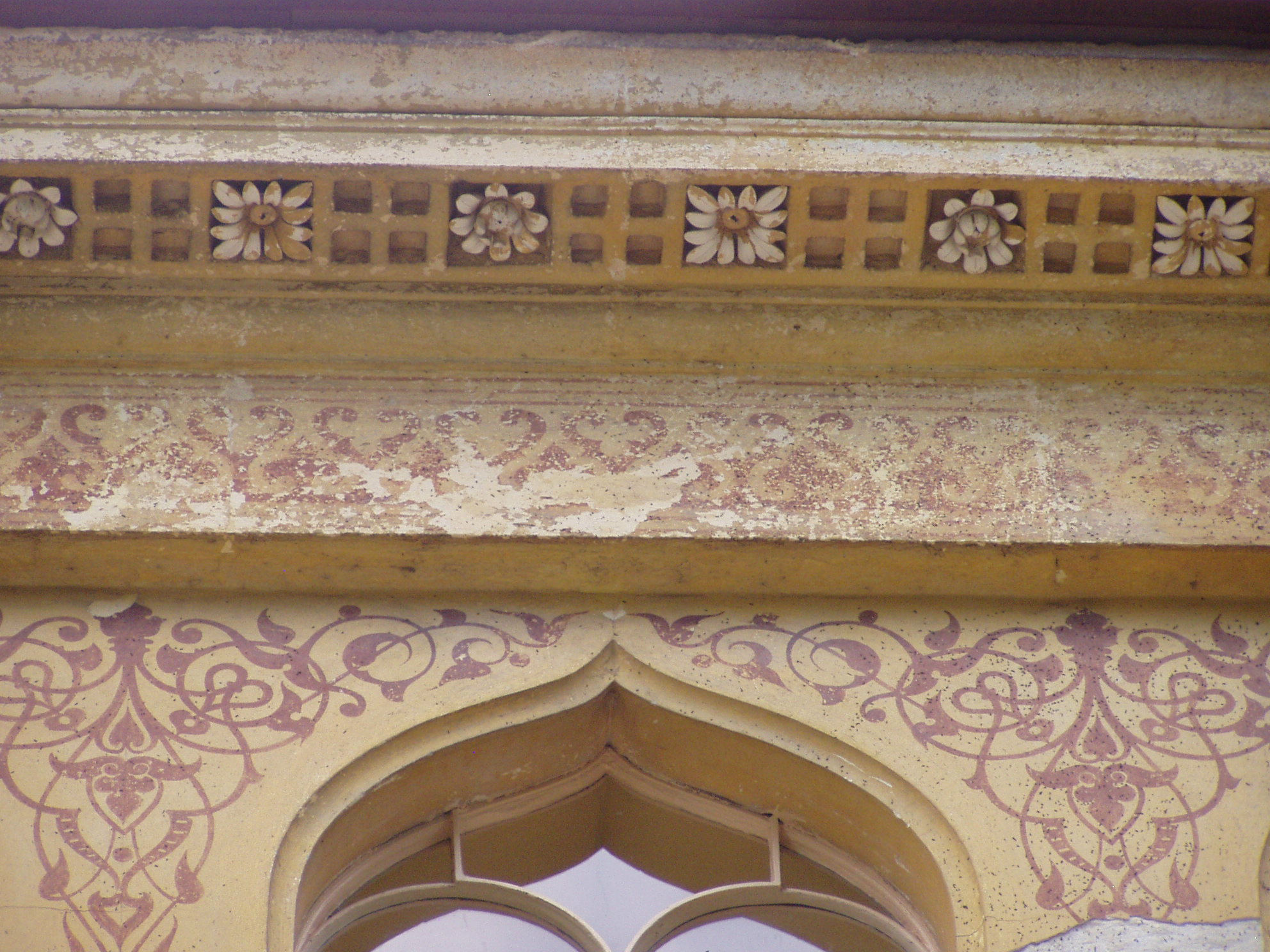
Dekorationsdetaill

Das Minarett (auch: türkischer Turm, Moscheeturm oder babylonischer Turm) ist ein Staffagebau im Park des Schlosses Lednice (ehemals: Schloss Eisgrub) in Lednice, Tschechien, Bestandteil der Kulturlandschaft Lednice-Valtice und damit des gleichnamigen UNESCO-Welterbes.

## Geschichte
Das Minarett wurde 1797 bis 1804 nach Plänen von Joseph Hardtmuth im Auftrag von Alois I. von Liechtenstein errichtet. Es stand am Ende einer der acht Alleen und Sichtschneisen, die den Jagdstern des Wildgeheges von Schloss Eisgrub bildeten und von denen jede an ihrem Ende einen solchen optischen Bezugspunkt erhielt. Das Minarett war der exotischste und aufwändigste dieser Staffagebauten.
Als der Park nach 1805 in einen englischen Landschaftsgarten umgestaltet wurde, war die Sichtachse zwischen dem Schloss Eisgrub und dem Minarett eines der wenigen gärtnerischen Elemente, das von der vorangehenden Gartengestaltung erhalten blieb.

## Gebäude
Bedingt durch das sumpfige Gelände war es sehr aufwändig, das Gebäude stabil zu errichten. Sein Fundament ruht auf hunderten von mit Eisen beschlagenen Holzpfählen, mehreren übereinander liegenden Holzrosten und einer abschließenden Lage Steinplatten. Erst darauf wurde das Fundament aufgemauert. Insgesamt hat das Minarett fast eine Million Gulden gekostet.
Das Gebäude ist streng symmetrisch angelegt. Das Erdgeschoss des Gebäudes steht auf viereckigem Grundriss, den ein Arkadenumgang umschließt. Ebenfalls nach dem viereckeigen Grundriss richtet sich der erste Stock aus. Erst daraus ragt mittig das Minarett mehr als 60 Meter in die Höhe. Der Turm ist in vier Segmente geteilt: Die beiden unteren haben einen achteckigen Querschnitt, die darüber folgenden einen zylindrischen. Die Segmente sind durch umlaufende Balkone voneinander getrennt. Gekrönt wird das Minarett durch eine Kuppel und die Mondsichel. 302 Stufen führen auf den oberen, dritten Balkon des Turms. Über dem Gesims der beiden unteren Stockwerke erheben sich 12 Türmchen und vier Kuppeln. Ursprünglich umgab den Turm noch eine Terrasse mit vier Eckpavillons. Diese wurden im Zuge der Umgestaltung des Parks in einen englischen Landschaftspark 1810 abgerissen. Das Gebäude ist ausgemalt und mit moralisierenden Inschriften in arabischer Schrift versehen. Gleiches gilt für die acht Säle, die – neben dem Treppenhaus – den ersten Stock einnehmen.
Funktional ist das Bauwerk zum einen Bezugspunkt für verschiedene Sichtachsen aus dem und in den Park, zum anderen ein Aussichtsturm. Von dem Turm reicht der Blick über den gesamten Parkbereich bis Břeclav nach Osten und Mikulov im Westen.

## Wissenswert
Ähnliche „maurische“ Großbauten in Parkanlagen sind die Moschee in den Royal Botanic Gardens und die Moschee im Schwetzinger Schlossgarten.